# A Head for Business
A Head for Business è un cortometraggio muto del 1911 diretto da Harry Solter.

## Produzione
Il film fu prodotto da Siegmund Lubin per la Lubin Manufacturing Company.

## Distribuzione
Distribuito dalla General Film Company, il cortometraggio uscì nelle sale cinematografiche USA il 4 dicembre 1911.